# Мери и чаробни цвет
Мери и чаробни цвет (јап. メアリと魔女の花) јапански је аниме филм из 2017. Режију и сценарио потписује Хиромаса Јонебајаши, а продукцију Studio Ponoc. Темељи се на књизи Мала метла коју је написала Мери Стјуарт.
Радња филма прати девојчицу по имену Мери Смит која проналази тајанствени цвет који јој даје моћ да постане вештица само на једну ноћ. Приказиван је у биоскопима од 8. јула 2017. у Јапану. Добио је углавном позитивне рецензије критичара, који су похвалили анимацију и визуелне ефекте.

## Радња
Убравши чаробни цвет, обична девојчица Мери се одједном нађе у чаробној школи. Међутим, једна мала лаж открије опасну тајну.

## Гласовне улоге
| Глумац           | Улога              |
| ---------------- | ------------------ |
| Хана Сугисаки    | Мери Смит          |
| Рјуносуке Камики | Питер              |
| Јуки Амами       | мадам Мамблчук     |
| Фумијо Кохината  | др Ди              |
| Шинобу Отаке     | Шарлот             |
| Ери Ватанабе     | госпођица Бенкс    |
| Кеничи Ендо      | Зебиди             |
| Хикари Мицушима  | Црвенокоса вештица |
| Џиро Сато        | Фланаган           |